# Lillsjön (Forsa socken, Hälsingland)
Lillsjön är en sjö i Hudiksvalls kommun i Hälsingland och ingår i Delångersåns huvudavrinningsområde.